# Hymenaea courbaril

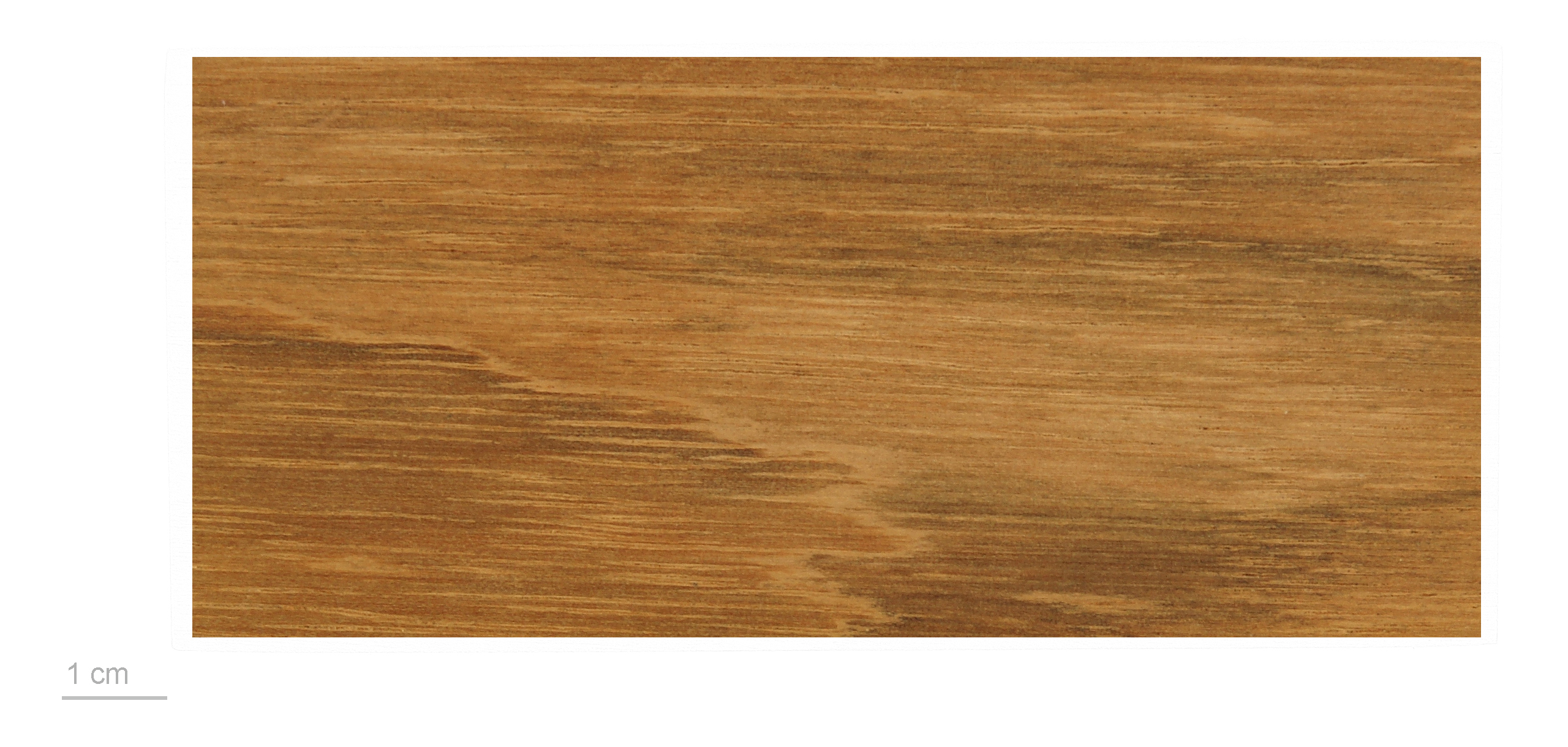
Hymenaea courbaril

Hymenaea courbaril, más conocido como guapinol, copinol, cuapinol, ,curbaril  jatoba o jatobá, jatayva en guaraní, paquió (Bolivia), o algarrobo (Puerto Rico, República Dominicana, Panamá, Venezuela y Colombia), corresponde a la familia Fabaceae y es un árbol común en el Caribe, Centro y Sudamérica.

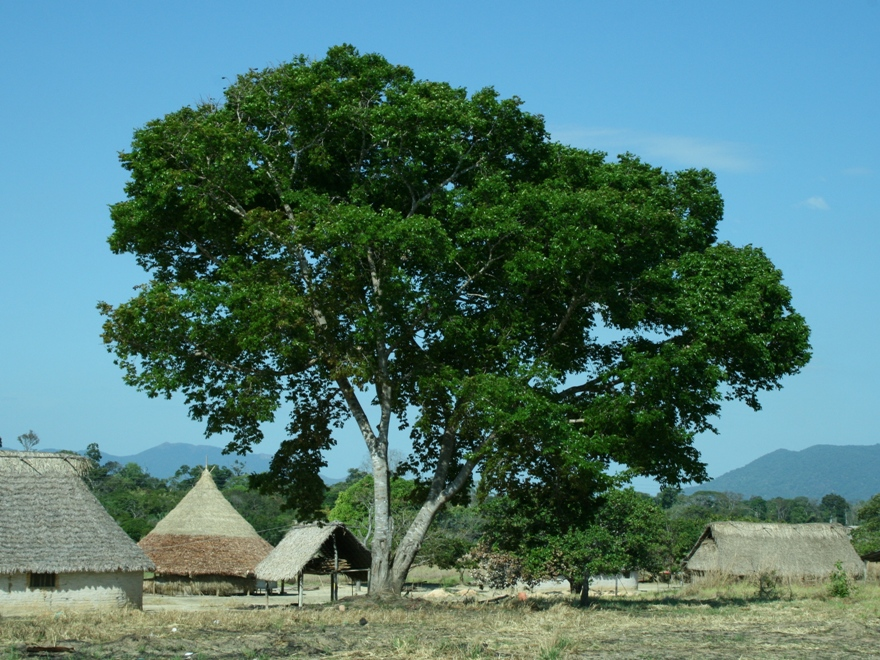
Vista del árbol

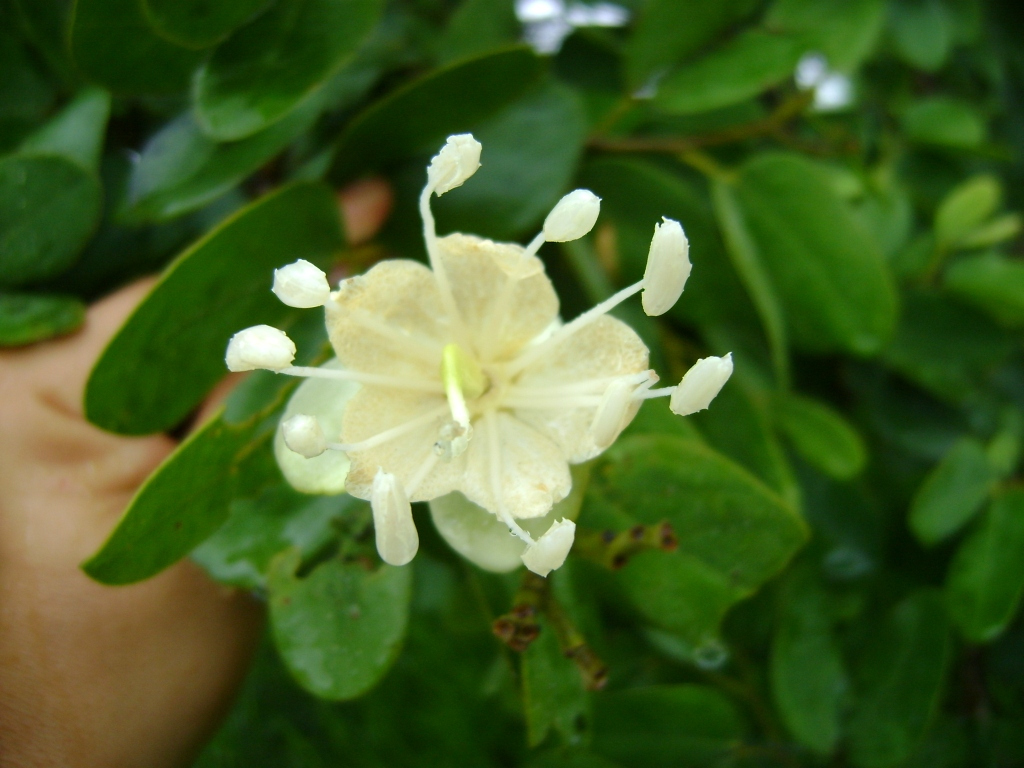
Flor

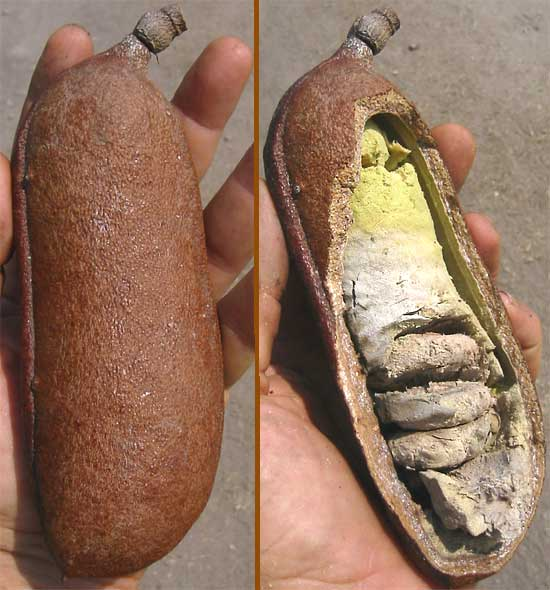
Fruto

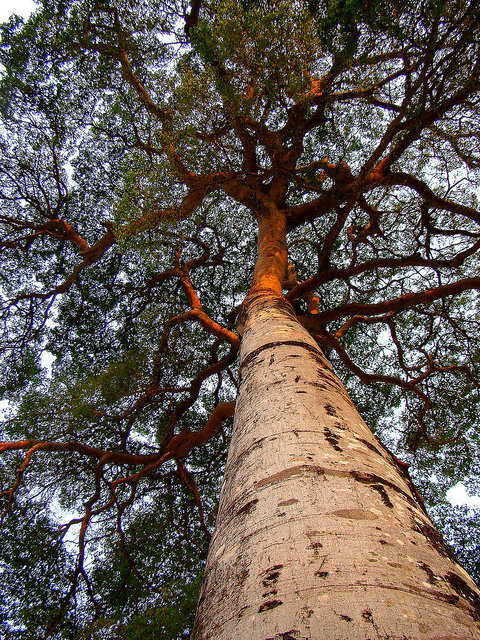
Tronco

## Descripción
Es un árbol grande y robusto, subcaducifolio, de 10 a 25 (40) m de altura con un diámetro de hasta 1.5 m. El tronco es derecho, a veces cubierto por una excreción gomosa ambarina, algunas veces desarrollan contrafuertes. Copa redonda muy densa, ampliamente extendida, con follaje denso verde claro y brillante. Ramas gruesas ascendentes. La corteza externa ligeramente escamosa a lisa, pardo grisácea. La corteza interna rosada cambiando a ligeramente parda, fibrosa, de sabor astringente. Grosor total de la corteza 10 a 20 mm. La albura de color blanco a crema, con olor dulce, vasos grandes, parénquima vasicentricos y aliforme. Presenta hojas alternas, compuestas por un par de foliolos opuestos en forma de pesuña, de 5 a 10 cm de largo incluyendo el peciolo; foliolos sésiles, asimétricos, oblongos o agudos, con el margen entero, ápice obtuso o agudo con un acumen muy corto, base muy asimétrica, aguda en un lado, trunca en el otro; verde amarillenta, con abundantes glándulas redondas translucidas; peciolo de 1 a 2 cm de largo, glabros, pulvinados. Árbol perenne. Las flores se encuentran en panículas densas terminales, hasta de 12 cm de largo, con brácteas que soportan las ramillas. Las flores son grandes blancas verdosas, fuertemente perfumadas, extendidas, de 3.5 cm de diámetro y 1.5 cm de largo, ligeramente zigomorfas, tubulares en la base con 4 lóbulos ovados, agudos a obtusos, imbricados, finamente pubescentes; pétalos 5, blancos con puntas morenas, del mismo largo o más cortos que los sépalos; estambres 10, libres, de 2.5 a 3.5 cm. Los frutos son vaina indehiscente, ligeramente aplanada, de 10 a 17.5 cm de largo por 4 a 6.5 cm de ancho, sumamente leñosa, verdosa a moreno oscuro, con pulpa harinosa de color amarillo, dulce y comestible con olor a pies. Cuando seca exuda una resina pegajosa y fragante; contiene 3 o 4 semillas, oblongas, achatadas, pardas-rojizas y duras, de 1.5 a 2.5 cm de diámetro. El fruto permanece largo tiempo en el árbol (7 a 10 meses).
Entre la cáscara y las semillas tiene un polvo blanco que los indígenas usaron como ingrediente de la mazamorra, estos frutos miden unos 13 cm de largo por 6 de ancho, y se les puede ver maduros colgando en el árbol por un periodo prolongado, sus frutos son principalmente apetecidos por animales como la guatusa o cherenga (Dasyprocta punctata).

## Distribución y ambiente
Árbol nativo de América tropical, se extiende desde el centro de México, Centroamérica, hasta Perú, Bolivia, Brasil y la Guayana Francesa, a lo largo de las Antillas Cubanas y Jamaica a Trinidad y Tobago. Forma parte de selvas altas a medianas perennifolias y subperennifolias, o bien en cañadas protegidas dentro de la selva baja caducifolia. Puede llegar a formar masas casi puras.

## Usos
El árbol produce una goma pegajosa naranja, resinosa, llamada anime, del latín medieval amineus (blanco). La producción de la goma de mascar puede ser fomentada por heridas producidas en la corteza, y la resina se recogerá entre las principales raíces.
Esta goma es blanda y pegajosa. Su peso específico varía desde 1,054 hasta 1,057. Se funde fácilmente sobre el fuego, y se suaviza incluso con el calor de la boca. Difunde humos blancos y un olor muy agradable. Los insectos son generalmente atrapados en grandes números. Es insoluble en agua, y casi en el alcohol frío. Se alía con el copal en su naturaleza y apariencia, y al copal de Zanzíbar a veces se da este nombre. Se puede obtener de otras especies de Hymenaea en la zona tropical de América del Sur.
Los brasileños la usan internamente en las enfermedades de los pulmones. Antiguamente, era un ingrediente de ungüentos y emplastos, pero en la actualidad su uso es solo para barnices e incienso.
La goma se convertirá en ámbar a través de un proceso químico que requiere millones de años. Ámbar de millones de años de edad, de árboles de Hymenaea han proporcionado a los científicos muchas pistas de su prehistórica presencia en la Tierra, así como a los a menudo extintos insectos y plantas encerradas en ella, como se muestra en las películas de Jurassic Park . (Ver ámbar dominicano .)
La madera para artesanías, trabajos de tornería e instrumentos musicales (pianos y guitarras), construcciones rurales y navales muy apreciada para la ebanistería, para leña y carbón. El exudado se utiliza como aromatizante como incienso. La madera es muy dura, de 5,6 en la escala Brinell o 2350 lbf (10500 N) en la escala Janka, medidas aproximadas de dureza. A modo de comparación, el abeto Douglas mide 660 lbf (2900 N), roble blanco 1.360 lbf (6000 N), y la nuez de Brasil 3800 lbf (17000 N). Cuenta con un color tostado / salmón con rayas negras que con el tiempo se convierte en un color rojo oscuro.

## Taxonomía
Hymenaea courbaril fue descrita por Carlos Linneo y publicado en Species Plantarum 2: 1192. 1753.
Variedades aceptadas
- Hymenaea courbaril var. altissima (Ducke) Lee & Langenh.
- Hymenaea courbaril var. longifolia (Benth.) Lee & Andrade-Lima
- Hymenaea courbaril var. stilbocarpa (Hayne) Lee & Langenh.